# Юрчук Лідія Андронівна
Лідія Андронівна Юрчук (6 квітня 1923, с. Білопілля, тепер Козятинського району Вінницької області — 6 червня 2011, м. Київ) — український мовознавець, кандидат філолологічних наук з 1956. Лауреат Державної премії СРСР у галузі науки (1983).

## Освіта
Закінчила 1947 Київський університет (філологічний факультет, українське відділення).
Працювала викладачем у Кременецькому вчительському інституті.
Захистила кандидатську дисертацію на тему: «Питання суфіксального словотворення дієслів у сучасній українській мові» (1956).

## Наукова діяльність
З 1955 по 1984  працювала в Інституті мовознавства ім. О. О. Потебні АН УРСР(з 1961 — старший науковий співробітник).
Дослідження в галузях словотвору, лексикології, лексикографії, фразелогії та фразеографії. 
Вивчала питання суфіксального словотворення дієслів у сучасній українській мові, відображення дієслівного керування в Словнику української мови, взаємозв’язок синтаксичних особливостей слова з його лексичним значенням, ілюстративний матеріал як засіб семантичної характеристики слова в тлумачному словнику, теоретичні засади реєстру фразеологічного словника української мови, основи української фразеографії та ін.
Науковий доробок Л. А. Юрчук яскраво ілюструє лексикографічний процес другої половини ХХ ст. За її активною участю створено визначні словники цього періоду, закладено теоретичне підґрунтя нової наукової галузі — фразеографії.

## Публікації
Авторка монографій:
- «Питання суфіксального словотворення дієслів» (1959);
- «Словотвір сучасної української літературної мови» (1979) — розділ «Суфіксальний дієслівний словотвір»).

Співукладачка і співредакторка словників:
- «Українсько-російський словник» у 6 т. (1953–1963).
- «Українсько-російський словник» (1965; 6-е вид. 1986).
- «Словник української мови» в 11 т. (1970–1980; Державна премія СРСР, 1983),
- «Фразеологічний словник української мови» (кн. 1-2, 1993).

Авторка статей:
- Засади створення Словника української мови // Мовознавство. — 1967. — № 3. — С. 19–29 (співавтор Л. С. Паламарчук).
- Про відображення дієслівного керування в Словнику української мови // Дослідження з лексикології та лексикографії. — К.: Наук. думка, 1965. — С. 52– 69.
- Про типи тлумачень дієслів з префіксом до- в Словнику української мови // Лексикологія та лексикографія. — Вип. ІІ. — К.: Наук. думка, 1966. — С. 114–122.
- Галузеві ремарки у Словнику української мови // Лексикологія та лексикографія. —  Вип. ІІІ. — К.: Наук. думка, 1969. — С. 95–100.
- Ілюстративний матеріал як засіб семантичної характеристики слова в словнику // Лексикологія та лексикографія. — Вип. ІІІ. — К.: Наук. думка, 1969. — С. 132–140.
- Про лексикографічне відображення віддієслівних іменників на -ння, -ття // Мовознавство. — 1975. — № 2. — С. 12–20.
- Взаємозв’язок синтаксичних особливостей слова з його лексичним значенням // Слово і фразеологізм у словнику. — К.: Наук. думка, 1980. — С. 83–108.
- Теоретичні засади реєстру фразеологічного словника української мови // Мовознавство. — 1983. — № 5. — С. 23–32.